# Lafayette County (Florida)
Das Lafayette County ist ein County im Bundesstaat Florida der Vereinigten Staaten. Der Verwaltungssitz (County Seat) ist Mayo. Das County gehört zu den Dry Countys, was bedeutet, dass der Verkauf von Alkohol eingeschränkt oder verboten ist.

## Geschichte
Das Lafayette County wurde am 23. Dezember 1856 gebildet. Benannt wurde es nach dem Franzosen Marquis de Lafayette, der bereits unter George Washington im Unabhängigkeitskrieg gekämpft hatte.

## Geographie
Das County hat eine Fläche von 1419 Quadratkilometern, wovon 13 Quadratkilometer Wasserfläche sind. Es grenzt im Uhrzeigersinn an folgende Countys: Suwannee County, Gilchrist County, Dixie County, Taylor County und Madison County.

## Demografische Daten

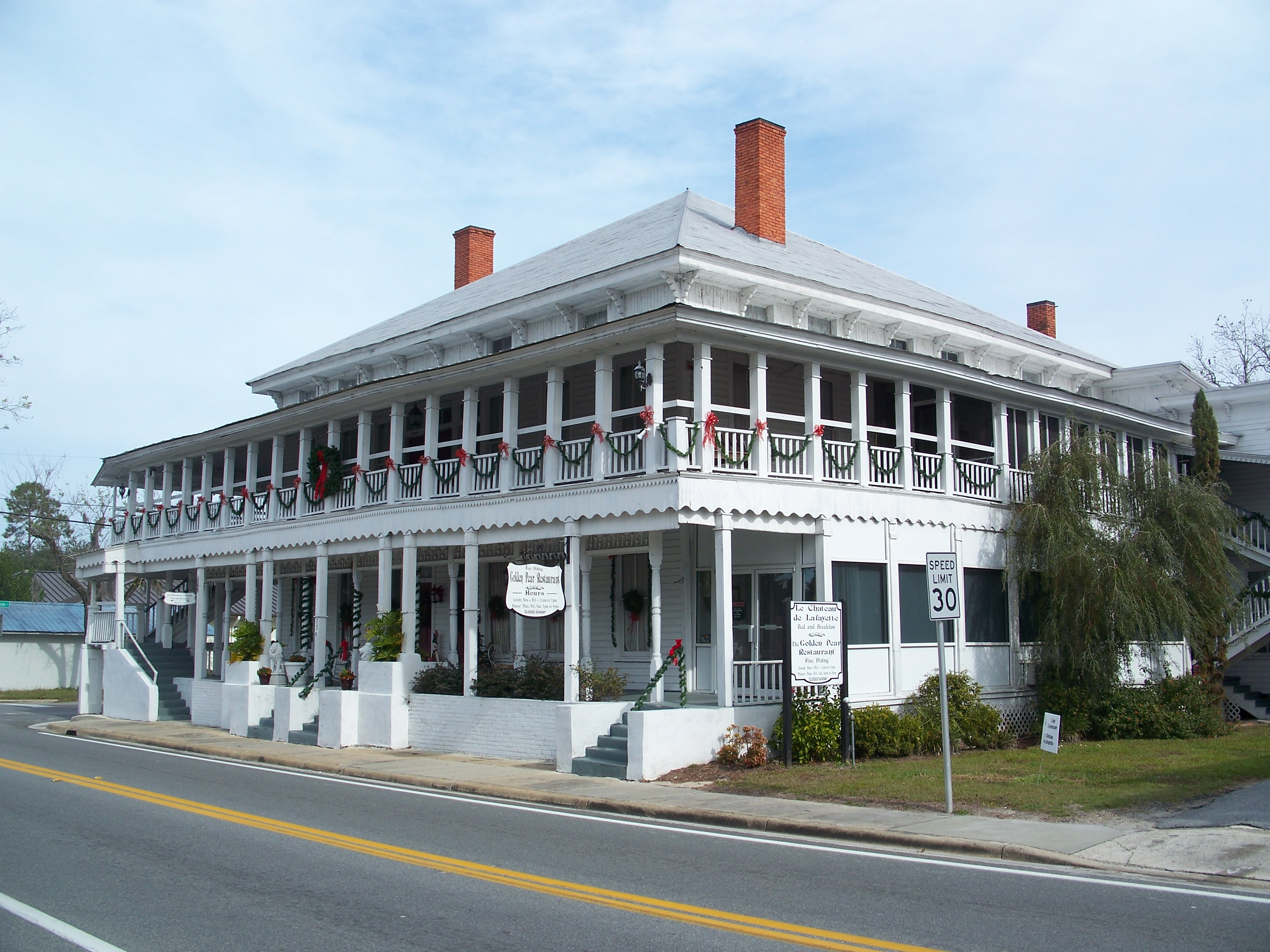
Ehemaliges Lafayette County Courthouse in Mayo

Nach der Volkszählung im Jahr 2010 lebten im Lafayette County 8.870 Menschen in 3.365 Haushalten. Die Bevölkerungsdichte betrug 6,3 Einwohner pro Quadratkilometer. Ethnisch betrachtet setzte sich die Bevölkerung zusammen aus 77,4 % Weißen, 15,9 % Afroamerikanern, 0,4 % Indianern und 0,1 % Asian Americans. 4,7 % waren Angehörige anderer Ethnien und 1,4 % verschiedener Ethnien. 12,1 % der Bevölkerung bestand aus Hispanics oder Latinos.
Im Jahr 2010 lebten in 36,0 % aller Haushalte Kinder unter 18 Jahren sowie 29,7 % aller Haushalte Personen mit mindestens 65 Jahren. 70,5 % der Haushalte waren Familienhaushalte (bestehend aus verheirateten Paaren mit oder ohne Nachkommen bzw. einem Elternteil mit Nachkomme). Die durchschnittliche Größe eines Haushalts lag bei 2,63 Personen und die durchschnittliche Familiengröße bei 3,10 Personen.
23,0 % der Bevölkerung waren jünger als 20 Jahre, 33,6 % waren 20 bis 39 Jahre alt, 26,5 % waren 40 bis 59 Jahre alt und 17,0 % waren mindestens 60 Jahre alt. Das mittlere Alter betrug 36 Jahre. 61,8 % der Bevölkerung waren männlich und 38,2 % weiblich.
Das jährliche Durchschnittseinkommen eines Haushalts betrug 44.180 USD, dabei lebten 20,8 % der Bevölkerung unter der Armutsgrenze.

Im Jahr 2010 war englisch die Muttersprache von 91,21 % der Bevölkerung, spanisch sprachen 6,97 % und 1,82 % hatten eine andere Muttersprache.

## Orte im Lafayette County
Orte im Lafayette County mit Einwohnerzahlen der Volkszählung von 2010:
Town:
- Mayo (County Seat) – 1.237 Einwohner

Census-designated place:
- Day – 116 Einwohner